# Vichtis
Vichtis (finsk: Vihti, svensk: Vichtis) er en kommune i landskabet Nyland i Finland. Vichtis grænser til kommunerne Kyrkslätt, Sjundeå, Lojo, Högfors, Loppis, Hyvinge, Nurmijärvi og Esbo. 
Vichtis er venskabsby med Slagelse.[kilde mangler]
60°25′00″N 24°19′10″Ø / 60.4167°N 24.3194°Ø